# París-Roubaix 2009
La 107a edició de la París-Roubaix es va disputar el 12 d'abril de 2009, entre Compiègne i el velòdrom André Pétrieux de Roubaix. La cursa fou guanyada pel belga Tom Boonen, de l'equip Quick Step, que d'aquesta manera s'alçava amb la seva tercera victòria en aquesta cursa, després de les obtingues el 2005 i 2008. Boonen va finalitzar la cursa amb 47" d'avantatge sobre Filippo Pozzato i 1' 17" sobre Thor Hushovd. Cal destacar la sisena posició final aconseguida pel sitgetà Joan Antoni Flecha.

## Classificació final
|    | Ciclista           | Equip            | Temps      |
| -- | ------------------ | ---------------- | ---------- |
| 1  | Tom Boonen         | Quick Step       | 6h 15' 53" |
| 2  | Filippo Pozzato    | Team Katusha     | + 47"      |
| 3  | Thor Hushovd       | Cervélo TestTeam | + 1' 17"   |
| 4  | Leif Hoste         | Silence-Lotto    | + 1' 17"   |
| 5  | Johan van Summeren | Silence-Lotto    | + 1' 22"   |
| 6  | Joan Antoni Flecha | Rabobank         | + 2' 14"   |
| 7  | Heinrich Haussler  | Cervélo TestTeam | + 3' 13"   |
| 8  | Sylvain Chavanel   | Quick Step       | + 3' 15"   |
| 9  | Manuel Quinziato   | Liquigas         | + 5' 00"   |
| 10 | Matti Breschel     | Saxo Bank        | + 5' 29"   |